# 63 г. пр.н.е.
63 (шестдесет и трета) година преди новата ера (пр.н.е.) е година от доюлианския (Помпилийски) римски календар.

## Събития

### В Римската република
- Консули на Римската република са Марк Тулий Цицерон и Гай Антоний Хибрида.
- Помпей Велики покорява Финикия, Сирия и получава дарове от редица владетели на околни земи включително от фараона Птолемей XII.[1]
- Помпей нахлува в Юдея, превзема Йерусалим и обсажда Йерусалимския храм, където е съсредоточената последната активна съпротива. Храмът е превзет след щурм, в който първи прескача стените му Фауст Корнелий Сула (син на диктатора Сула), а Помпей влиза в Светая Светих.[2] След това той отстранява владетеля Аристобул и поставя за първосвещеник Хиркан II. Границите на Юдея са преначертани, а самата държава се превръща в клиент на Римската република.[1]
- Юлий Цезар е избран за понтифекс максимус, след смъртта на Квинт Метел, и за претор през следващата година.
- Цицерон осуетява заговора на Катилина.

## Родени
- 23 септември – Октавиан Август, първи римски император (умрял 14 г.)
- Марк Випсаний Агрипа, римски държавник и военачалник (умрял 12 г. пр.н.е.)

## Починали
- Митридат VI, цар на Понт (роден ок. 132 г. пр.н.е.)
- Квинт Цецилий Метел Пий, римски политик, военачалник и понтифекс максимус (роден ок. 130 г. пр.н.е.)
- 5 декември – Публий Корнелий Лентул Сура, римски политик и участник в конспирацията на Катилина (роден ок. 114 г. пр.н.е.)